# Calendario berbero
(Detto tradizionale di Ouargla)

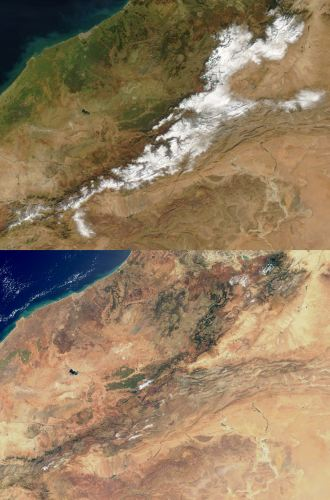
Le stagioni in Marocco: i monti dell'Atlante in gennaio e in aprile.

Per calendario berbero si intende il calendario agrario tradizionalmente in uso nelle regioni del Maghreb. Questo calendario è noto in arabo anche con l'epiteto di ﻓﻼﺣﻲ, fellāḥī ("contadino") o ﻋﺠﻤﻲ, cajamī ("non arabo"). Esso viene impiegato per regolare i lavori agricoli stagionali, al posto del calendario islamico che, essendo di tipo lunare senza alcun legame coi cicli delle stagioni dell'anno, è utile per calcolare le festività religiose ma si presta male ad un uso in agricoltura.

## I calendari più antichi
Sulla divisione del tempo presso i berberi dell'antichità ben poco è dato di sapere. Alcuni elementi di un calendario preislamico e quasi certamente anche preromano emergono da alcuni scritti medievali studiati da N. van den Boogert. Alcune coincidenze con il calendario tradizionale dei Tuareg fanno pensare che effettivamente nell'antichità esistesse, con una certa diffusione, un computo del tempo "berbero", organizzato su basi autoctone (van den Boogert 2002: 143-144, 148-149).
|    | Nome del mese       | "Significato"               |
| 1  | tayyuret tezwaret   | Piccola luna 1°             |
| 2  | tayyuret teggwerat  | Piccola luna 2°             |
| 3  | yardut              | ?                           |
| 4  | sinwa               | ?                           |
| 5  | tasra tezwaret      | Il branco 1°                |
| 6  | tasra teggwerat     | Il branco 2°                |
| 7  | awdayeɣet yezwaren  | Il piccolo dell'antilope 1° |
| 8  | awdayeɣet yeggweran | Il piccolo dell'antilope 2° |
| 9  | awzimet yezwaren    | Il piccolo di gazzella 1°   |
| 10 | awzimet yeggweran   | Il piccolo di gazzella 2°   |
| 11 | ayssi               | ?                           |
| 12 | nim                 | ?                           |

Non disponendo di elementi sufficienti a ricostruire integralmente questo calendario originario, si possono solo rilevare alcune caratteristiche interessanti, per esempio il fatto che parecchi nomi di mesi compaiono a coppie (nel mondo tuareg anche a gruppi di tre), il che fa pensare a una divisione del tempo diversa da quella odierna in mesi di circa 30 giorni (van den Boogert 2002: 141-146).
Qualche ulteriore informazione, difficile però da precisare e da mettere in relazione con la situazione del resto del Nordafrica, si può ricavare da quanto si sa del computo del tempo presso i Guanci delle Isole Canarie. Secondo un manoscritto del XVII secolo di Tomás Marín de Cubas, essi
Lo stesso manoscritto rileva (in modo poco chiaro) che di questi eventi calendariali venivano fatte registrazioni grafico-pittoriche (tara) su diversi supporti, e su questa base alcuni studiosi moderni hanno voluto ritrovare descrizioni di eventi astronomici legati ai cicli annuali in una serie di pitture geometriche trovate in alcune caverne dell'isola di Gran Canaria, ma i risultati di questi studi sono per ora altamente ipotetici.
Si possiede anche il nome di un solo mese nella lingua autoctona, tramandato come Beñesmet o Begnesmet. Sembra fosse il secondo mese dell'anno, corrispondente al mese di agosto. Tale nome, qualora fosse composto da qualcosa come *wen "quello di" + (e)smet (o (e)zmet?), potrebbe trovare, nella lista dei mesi berberi medievali, una corrispondenza con il nono e il decimo, mese, awzimet (propriamente aw "figlio di" + zimet "gazzella"). Ma i dati sono troppo scarsi per poter approfondire questa ipotesi.

## Il calendario attuale (giuliano)
Il calendario agricolo berbero ancor oggi in uso deriva quasi certamente dal calendario giuliano, introdotto nell'Africa romana all'epoca della dominazione di Roma, come dimostrano diverse circostanze:
- i nomi dei mesi di questo calendario (tanto in berbero che in arabo magrebino), derivano evidentemente dai corrispondenti nomi latini;
- l'inizio dell'anno (il primo giorno di yennayer) corrisponde al 14 gennaio (anche se alcune fonti considerano il 12[8]) del calendario gregoriano, il che coincide con lo scarto di 13 giorni che si è prodotto nei secoli tra date astronomiche e calendario giuliano[9];
- la lunghezza dell'anno e dei singoli mesi è la stessa del calendario giuliano: tre anni di 365 giorni seguiti da un anno bisestile di 366, senza eccezioni (e mesi di 30 e 31 giorni, con il secondo di 28). La sola, leggera, divergenza sta nel fatto che il giorno in più negli anni bisestili non viene di solito aggiunto alla fine di febbraio ma alla fine dell'anno[10].

Nonostante ciò, J. Servier ha espresso riserve sul fatto che questo calendario rappresenti un prolungamento senza soluzione di continuità del calendario giuliano di epoca latina, e ha ipotizzato, senza prove, che esso provenisse da un calendario copto portato in Nordafrica dagli Arabi. Si tratta però di un'ipotesi senza fondamento. A parte il fatto che la struttura del calendario copto è estremamente diversa da quella del calendario berbero, le premesse da cui egli è partito (non si sarebbero mantenute tracce delle antiche denominazioni delle calende, idi e none del calendario romano) sono erronee: infatti, El Qabisi, un giureconsulto islamico di Qayrawan dell'XI secolo, condannava l'usanza di festeggiare nelle ricorrenze dei "pagani", e citava, tra gli usi tradizionali del Nordafrica, quello di celebrare le Calende di gennaio (Qalandas nel testo) (Idris 1954).

### I mesi
| Month     | Rif-Tamazight (Nord-Centro Marocco) | Chleuh (Sud Marocco) | Cabilo (Algeria) | Berbero di Jerba (Tunisia) | Arabo tunisino | Arabo libico |
| --------- | ----------------------------------- | -------------------- | ---------------- | -------------------------- | -------------- | ------------ |
| Gennaio   | Yennayer                            | Innayr               | (Ye)nnayer       | Yennár                     | Yenna(ye)r     | Yannayer     |
| Febbraio  | Yebrayer                            | Xubrayr              | Furar            | Furár                      | Fura(ye)r      | Febrayer     |
| Marzo     | Mares                               | Mars                 | Meɣres           | Mars                       | Marsu          | Mars         |
| Aprile    | Yebrir                              | Ibrir                | (Ye)brir         | Ibrír                      | Abril          | Ibril        |
| Maggio    | May                                 | Mayyuh               | Maggu            | Mayu                       | Mayu           | Mayu         |
| Giugno    | Yunyu                               | Yunyu                | Yunyu            | Yunyu                      | Yunyu          | Yunyu        |
| Luglio    | Yulyuz                              | Yulyuz               | Yulyu(z)         | Yulyu                      | Yulyu          | Yulyu        |
| Agosto    | Ɣuct                                | Ɣuct                 | Ɣuct             | Ɣuct                       | Awussu         | Aghustus     |
| Settembre | Cutembir                            | Cutanbir             | Ctember          | Ctámber                    | Shtamber       | September    |
| Ottobre   | Ktuber                              | kṭuber               | (K)tuber         | Ktúber                     | Uktuber        | Uktuber      |
| Novembre  | Nwambir                             | Duwanbir             | Nu(ne)mber       | Numbír                     | Nufember       | Nuvamber     |
| Dicembre  | Dujembir                            | Dujanbir             | Bu- (Du-)jember  | Dujámber                   | Dejember       | December     |

### Le "Porte dell'Anno"
Al di là dei singoli mesi, all'interno del calendario agricolo tradizionale si trovano ulteriori ripartizioni, per "stagioni" o per "periodi forti", contrassegnati da particolari ricorrenze e celebrazioni. Per i momenti cardine dell'anno J. Servier utilizza il nome suggestivo di "Porte dell'anno" (cabilo tibbura useggwas, singolare tabburt useggwas), anche se questo termine sembra di norma usato, al singolare o al plurale, per indicare in particolare il periodo del solstizio d'inverno e l'inizio dell'anno "agricolo".
Delle quattro stagioni non tutte hanno conservato una denominazione berbera: i nomi della primavera e dell'estate sono usati quasi dovunque, più raramente l'inverno e, tra i berberi del nord, solo nel Gebel Nefusa, in Libia, permane anche il nome berbero dell'autunno.
- Primavera tafsut (ar. er-rbic) - Inizio il 15 furar (= 28 febbraio)
- Estate anebdu (ar. es-sif) - Inizio 17 mayu (= 30 maggio)
- Autunno  amwal / aməwan[16] (ar. le-xrif) - Inizio 17 ghusht (= 30 agosto)
- Inverno tagrest (ar. esh-shita') - Inizio 16 numbír (= 29 novembre)

Un elemento interessante è la contrapposizione esistente tra due periodi di 40 giorni ciascuno, quello considerato di maggiore freddo nell'inverno ("Le notti", llyali) e quello di maggior calore in estate ("La canicola", ssmaym, awussu).

#### Llyali

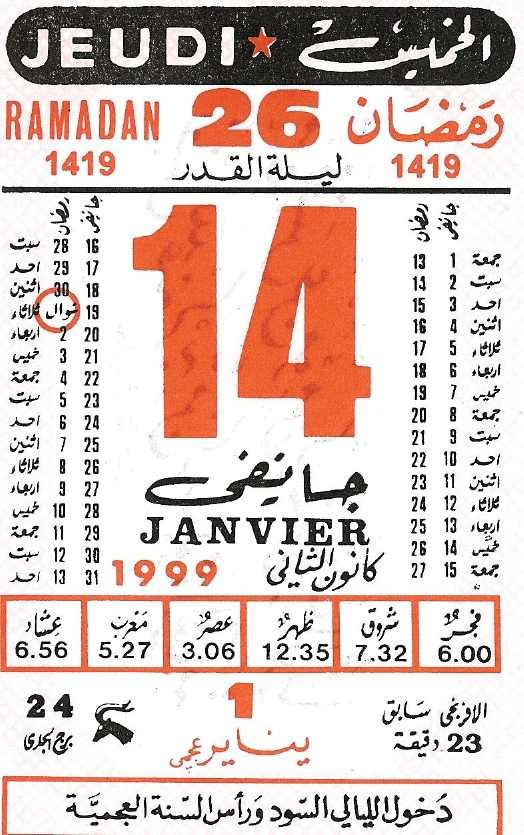
Una pagina di calendario tunisino, che mostra la corrispondenza del 1 Yennayer 'ajmi (in rosso in basso) con il 14 gennaio del calendario gregoriano. La scritta in fondo segnala che è capodanno ajmi e che cominciano al-lyali al-sud ("le notti nere")

Il periodo di maggior freddo è costituito da 20 "notti bianche" (berbero lyali timellalin, arabo al-lyali al-biḍ), dal 12 al 31 dujamber (25 dicembre - 13 gennaio gregoriano), e 20 "notti nere" (berbero lyali tiberkanin, arabo al-lyali al-sud), con inizio il primo giorno di yennayer, corrispondente al 14 gennaio gregoriano, e fino al 20 dello stesso mese. In alcune regioni, il periodo di venti giorni precedenti l'inizio di yennayer era caratterizzato da un digiuno (rispettato soprattutto dalle donne anziane).

#### Yennayer
Il primo giorno dell'anno viene celebrato in modi diversi nelle diverse regioni del Maghreb. Perlopiù è tradizionale un pasto con cibi particolari, diversi da regione a regione (per esempio un cuscus alle sette verdure), ma in molte regioni è anche previsto il sacrificio di un animale (di solito un pollo).
Un tratto caratteristico di questa festività, che spesso si confonde con quella islamica dell'ashura (vedasi più avanti), è la presenza, in molte regioni, di invocazioni rituali con formule tipo  bennayu, babiyyanu, bu-ini, ecc., tutte espressioni che, secondo molti studiosi, potrebbero rappresentare la corruzione di antichi auguri di bonus annus/bonum annum.
Un aspetto curioso delle celebrazioni di Yennayer riguarda la data del capodanno. Benché la data di questa ricorrenza fosse un tempo dovunque il 14 gennaio, per un probabile errore introdotto da alcune associazioni culturali berbere molto attive nel restaurare usanze in via di sparizione, oggi in gran parte dell'Algeria è opinione comune che la data del "capodanno berbero" vada considerata il 12 e non il 14 gennaio. In precedenza la celebrazione in corrispondenza del 12, due giorni prima di quella tradizionale, era stata esplicitamente segnalata nella città di Orano.

#### Lḥusum/imbarken
Prima che finisca del tutto il freddo e cominci in pieno la primavera, vi è un periodo dell'anno molto temuto, di dieci giorni a cavallo tra i mesi di furar e mars (gli ultimi 5 di furar e i primi 5 di mars). È un periodo caratterizzato da forti venti e in cui l'uomo dovrebbe cessare molte attività (agricole e artigianali), non dovrebbe sposarsi né uscire la notte, e in generale dovrebbe lasciare campo libero a delle potenze misteriose, che in quel periodo sono particolarmente attive e celebrano i propri matrimoni (queste creature a Gerba vengono chiamate, per tabù linguistico, imbarken, cioè "i benedetti" e danno il nome a tutto questo periodo).

#### Ssmaym/Awussu
Come il freddo intenso dell'inverno, anche la canicola dura 40 giorni, dal 12 yulyuz (equivalente al 25 luglio) al 20 shutanbir (equivalente al 2 settembre). Il momento centrale del periodo è il primo di ghusht ("agosto") (anche il nome di awussu, diffuso in Tunisia e Libia, sembra risalire al latino augustus) In questa data vengono compiuti particolari riti, di evidente tradizione preislamica ma anche precristiana. Si tratta in particolare di falò estivi (che peraltro in molte località si svolgono intorno al solstizio d'estate: un'usanza già condannata come pagana da sant'Agostino), oppure di riti d'acqua, come quelli, diffusi nelle località costiere della Tunisia e della Tripolitania che prevedono, per tre notti, di tuffarsi nelle onde del mare allo scopo di preservare la salute. In queste cerimonie sono solite entrare in acqua famiglie intere, portando con sé anche animali domestici. Anche se il rito è stato rivisitato in chiave islamica (quelle notti l'acqua del pozzo di Zemzem, a La Mecca, traboccherebbe, e nel mare vi sarebbero delle benefiche ondate di acqua dolce), molti chiamano questa festa "le notti dell'errore". Era infatti usanza che, per procurare fertilità e abbondanza, uomini e donne si accoppiassero tra i flutti.

#### Iweǧǧiben
Un altro periodo molto importante per il calendario agrario è quello dell'aratura. La data che si considera fondamentale a questo proposito è il 17 di (k)tuber, in cui si può cominciare ad arare i campi.  Questo periodo in berbero viene chiamato aweǧǧeb o iweǧǧiben da un verbo che significa "essere opportuno, necessario" ; in arabo viene chiamato ḥertadem, vale a dire "l'aratura di Adamo", perché in quella data il nostro comune progenitore avrebbe cominciato i suoi lavori agricoli.

## Interferenze col calendario islamico
A seguito dei contatti protratti per secoli con la cultura arabo-islamica, le manifestazioni che erano legate al calendario giuliano si sono a volte integrate nel calendario islamico, portando alla soppressione di alcune festività tradizionali od alla creazione di doppioni.
L'esempio più evidente è quello delle feste del nuovo anno, che in molti casi sono state trasferite al primo mese islamico, vale a dire muḥarram, e più precisamente alla festività di cashura, il 10 di quel mese. Una festività che nel mondo islamico ha un importante significato (luttuoso) nel mondo sciita, ma è praticamente ignorata nel mondo sunnita. Molti studi hanno messo in luce i rapporti tra il festeggiamento gioioso di questa festa in ambito nordafricano e antichi festeggiamenti del capodanno.
|    | Nome arabo       | Nome berbero                                                                                 |
| 1  | muḥàrram         | babiyannu (Ouargla) cashura'(Jerba)                                                          |
| 2  | sàfar            | u deffer cashura                                                                             |
| 3  | rabìc al-àwwal   | elmilud tirwayin (Marocco centrale)                                                          |
| 4  | rabìc al-thàni   | u deffer elmilud u deffer n tirwayin (Marocco centrale)                                      |
| 5  | jumàda al-ùla    | melghes (Jerba)                                                                              |
| 6  | jumàda al-thania | asgenfu n twessarin "il riposo (l'attesa) delle vecchie" (Ouargla) sh-shaher n Fadma (Jerba) |
| 7  | ràjab            | twessarin "le vecchie"                                                                       |
| 8  | shacban          | asgenfu n remdan "il riposo (l'attesa) di Ramadan" (Ouargla)                                 |
| 9  | ramadàn          | sh-shaher n uzum' "il mese del digiuno" (Jerba)                                              |
| 10 | shawwàl          | tfaska tameshkunt "la festa piccola" (Jerba)                                                 |
| 11 | dhu l-qàcda      | u jar-asneth "quello tra le due (feste)" (Jerba)                                             |
| 12 | dhu l-hìjja      | tfaska tameqqart "la festa grande" (Jerba)                                                   |

## Il calendario tuareg

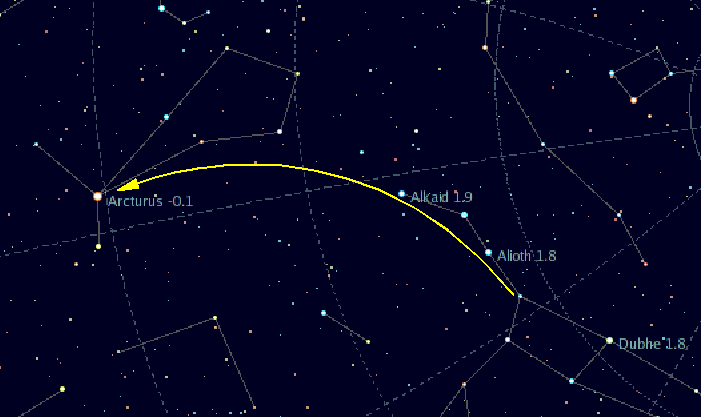
La costellazione della "cammella" (Orsa Maggiore più Arturo), la cui comparsa nel cielo segna l'inizio dell'anno astronomico tuareg.

Anche i Tuareg condividono molti elementi con i berberi del nord per quanto riguarda la divisione del tempo dell'anno. Anch'essi fanno riferimento a due cicli diversi, uno solare affine al calendario giuliano e uno basato sulla luna e di uso religioso.
Le differenze climatiche, biologiche e socio-culturali del deserto rispetto ai territori più temperati fanno sì che vi siano comunque delle differenze soprattutto nella divisione delle stagioni.

## Il computo degli anni
Il calendario berbero tradizionale non era legato ad un'era rispetto alla quale si contassero gli anni. Là dove si conservano modi tradizionali di calcolare gli anni (la civiltà tuareg), gli anni non vengono espressi con dei numeri ma hanno ciascuno un nome che lo caratterizza, a partire da particolari avvenimenti verificatisi in esso, come la morte di qualche personaggio importante, una battaglia sanguinosa o decisiva, ecc., ma anche eventi naturali: abbondanza di pascoli in una determinata regione, carestie, pestilenze o invasioni di cavallette.
In qualche caso, gli storici hanno tramandato la memoria di alcuni anni dotati di un "nome" nei secoli passati in altre parti del Nordafrica. Per esempio, Abu Zakariyya' al-Warglani nella sua Cronaca ricorda che il 449 dell'egira (1057-1058) fu noto, nel mondo ibadita come "anno della visita" per via di una nutrita ambasceria fatta quell'anno da Tripolitani alla comunità di Ouargla; analogamente, nell'anno 461 (1068-1069) "morì Khalifa ibn Zâra e fu abbondante la pianta primaverile detta îjâl".
A partire dagli anni Ottanta, però, in seguito a un'iniziativa di Ammar Neggadi, un berbero dell'Aurès che aveva fatto parte dell'Académie Berbère di Parigi e aveva poi fondato Tediut n'Aghrif Amazigh (Unione del Popolo Amazigh -UPA-), si è diffuso nel mondo associativo berbero l'uso di calcolare gli anni partendo dal 950 a.C., data approssimativa di ascesa al potere del primo faraone libico in Egitto: la cosiddetta Era Sheshonq (per cui, ad esempio, l'anno 2007 del calendario gregoriano corrisponde all'anno 2957 del calendario berbero). Col passare del tempo questa che poteva sembrare un'innovazione eccentrica è stata adottata con convinzione da molti militanti della cultura berbera e fa oramai parte del patrimonio identitario di questo popolo, integrata nell'insieme di usanze tradizionali relative al calendario nordafricano.

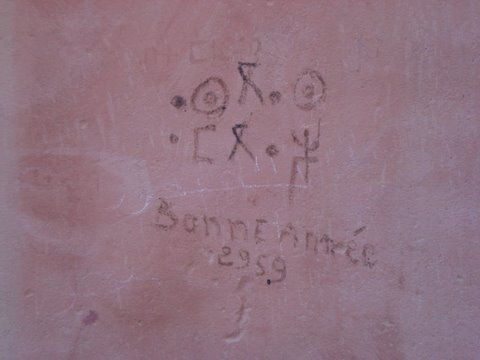
Foto scattata il 31 dicembre 2007 presso Tafraout (Marocco), con la scritta in tifinagh aseggas ameggaz ("buon anno") e in francese bonne année 2959 ("buon anno 2959" = 2009) con l'errore di 1 anno.

## Neologismi e false tradizioni
Un aspetto interessante dal punto di vista antropologico, per quello che riguarda la nascita delle tradizioni, è il fiorire di innovazioni volte a "restaurare" pretese tradizioni andate perdute. È un fenomeno comprensibile, nel contesto di riscoperta di una identità a lungo negata e occultata, con l'ansia di reimpossessarsi di un patrimonio perduto o in via di sparizione. In particolare è nell'ambito del calendario, sentito come particolarmente importante (ad esso è connesso il controllo del tempo), che si registrano numerose creazioni, che a volte guadagnano consensi e finiscono per essere adottate come autentico patrimonio tradizionale.

### I nomi dei mesi
Dal momento che non si conoscono i nomi dei mesi di epoca preromana (i nomi riportati nella tabella 1 sono noti solo agli studiosi), alcuni hanno cercato di ricostruire nomi "autenticamente berberi" dei vari mesi dell'anno. Partendo dal mese più conosciuto, il primo (yennayer), vi è chi, ignorando l'evidenza dell'origine latina del nome, ha immaginato che esso fosse parola berbera composta da yan (il numerale "uno" in vari dialetti berberi) + (a)yur, "luna/mese", e su questa base ha ricostruito tutta la serie dei nomi di mesi: 1. yenyur o yennayur, 2. sinyur, 3. krayur, 4. kuzyur, 5. semyur, 6. sedyur, 7. sayur, 8. tamyur, 9. tzayur 10. mrayur, 11. yamrayur 12. megyur.
| giorno    | Académie Berbère | Composti con numerali |
| lunedì    | aram             | aynas                 |
| martedì   | arim             | asinas                |
| mercoledì | ahad             | akras                 |
| giovedì   | amhad            | akwas                 |
| venerdì   | sem              | asemwas               |
| sabato    | sed              | asedyas               |
| domenica  | acer             | asamas                |

### I giorni della settimana
Anche per i giorni della settimana si ignorano antichi nomi autoctoni, e si è cercato di "rimediare" con creazioni nuove. Attualmente ne sono in circolazione due serie. La prima e più diffusa (anche se di origine oscura) risale probabilmente agli ambienti dell'Académie Berbère di Parigi (fine anni '60), mentre la seconda serie non fa che ripetere con i giorni della settimana il procedimento impiegato per i mesi, con la creazione di un suffisso -as ("giorno") invece di -yur. Da notarsi che la prima serie, che inizia col lunedì e fa riferimento alle denominazioni "europee", non si presta ad equivoci, mentre la seconda, che fa riferimento a un ordine numerico dei giorni (iniziando anch'esso dal lunedì), si presta a interferenze con il sistema vigente in arabo, che ha però come primo giorno la domenica, col risultato che a volte i nomi vengono impiegati per designare giorni diversi. Nella sostanziale "anarchia" in fatto di denominazione dei giorni della settimana, non mancano altri ordini (e altre denominazioni), per esempio a partire dal sabato.

### Giorni e nomi di persona
Spesso, i calendari e gli almanacchi pubblicati da militanti e associazioni culturali berbere contengono, a imitazione dei calendari occidentali, l'associazione di un nome proprio di persona ad ogni giorno dell'anno. Questo risponde anche all'esigenza di riappropriarsi dei prenomi tradizionali, che le misure di arabizzazione in Algeria e Marocco tendono a sostituire con un'onomastica rigidamente araba. Anche in questo campo, emozionalmente molto sentito, non è raro trovare liste di nomi improvvisate con nomi raccolti alla rinfusa, esito di letture casuali e a volte anche di vere e proprie sviste o refusi tipografici.

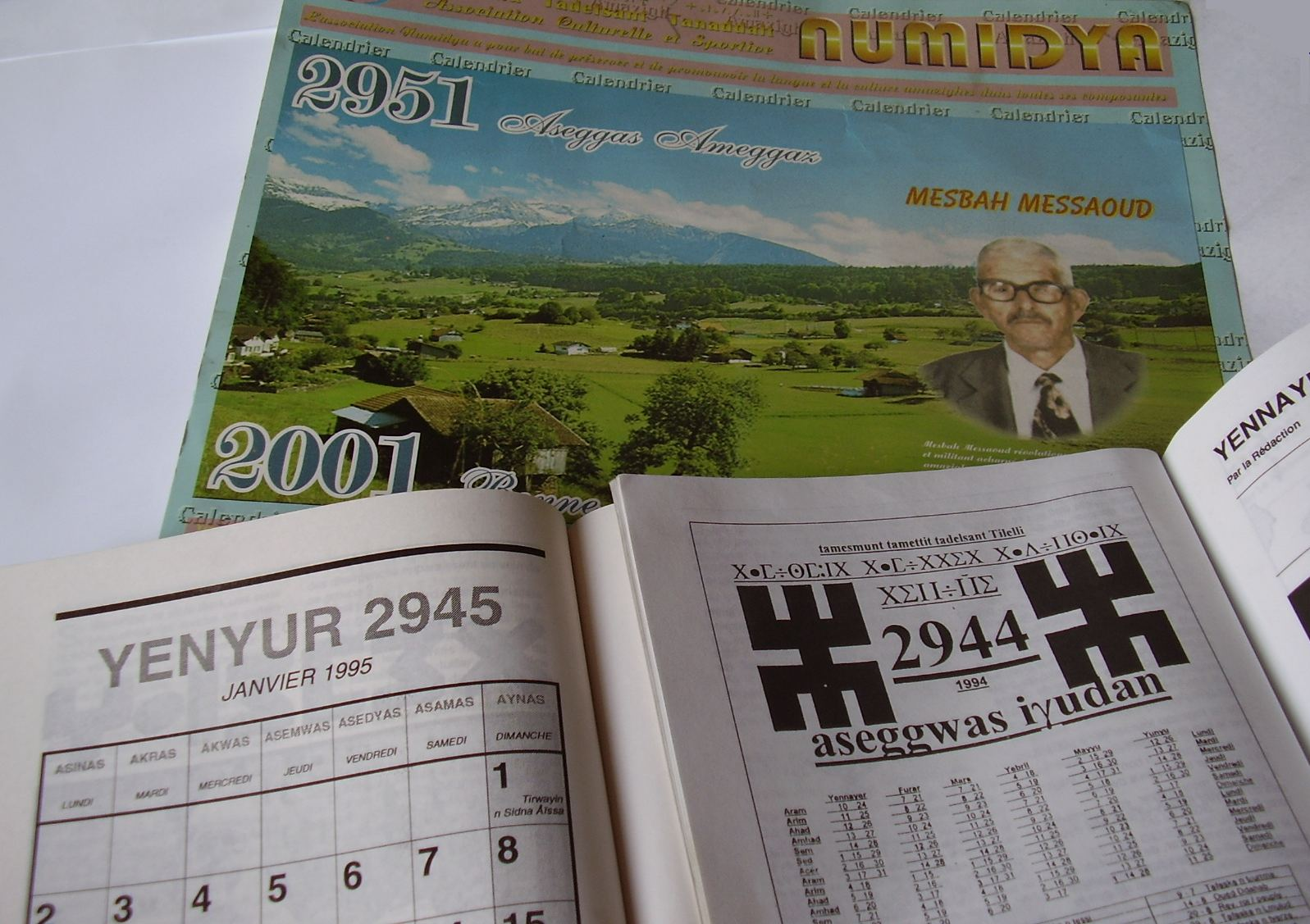
Tre calendari berberi. Si può osservare che i nomi dei giorni della settimana sono diversi tra quello in basso a destra e quello a sinistra. Anche i nomi dei mesi sono quelli "tradizionali" a destra e "inventati" a sinistra. Tutti si rifanno all' "era Sheshonq" (gregoriano + 950).